# Алек Родић
Александар Алек Родић (Београд, 27. август 1961) српски је позоришни и телевизијски глумац и композитор.

## Биографија
Родић је рођен 27. августа 1961. године у Београду. Средњу музичку школу Јосип Славенски завршио је у Београду. Студирао је на Правном факултету Универзитета у Београду, глуму је дипломирао на Националној академији за позориште, филм и телевизију 1991. Крсто Сарафов у Софији на одсеку глума и луткарство у класи професорке Доре Рускове. Диплома му је 1992. године призната као равноправна од стране Наставничко научног већа Факултета драмских уметности у Београду.
Члан је удружења драмских уметника Србије од 1991. године. Најпознатије представе су му Ноћ у Мерлиновом замку, Поп Ћира и поп Спира, Пинокио, Судбина једног Чарлија, Страшне приче браће Грим које игра у Позоришту Душко Радовић чији је члан. Био је члан и Позоришта на Теразијама и Позоришта лутака Пинокио. Компонује музику за позоришта, снимио је две Грамофонске плоче у издању ПГП-РТС. Два пута је учествовао на фестивалу Београдско пролеће. Телевизијској публици је најпознатији као шумар Добри из телевизијске серије Сељаци. Његова мајка је Нађа Родић глумица а отац Страхиња Родић позоришни редитељ.

## Награде и признања
Добитник је следећих награда и признања:
- На фестивалу дечијих позоришта и луткарства у Суботици 1992. године је за улогу Чика Бајке у представи Чика Бајкине бајке добио награду за најбољег глумца.
- На фестивалу Лут фест у Сарајеву 2019. године награђен је за најбољу оригиналну музику у представи Гињол позоришта лутака Пинокио. Писао је музику и за представе: Том Сојер, Сумњиво лице,Лавић краљевић,Маца Папучарица, Сакати Били, Мачке, Маске, Плави чуперак, Мачак у чизмама,Тимотије и Деда мраз,Приче из кофера, Гарави сокак, Мерлин. Писао је и музику за Тв.серију ”Пожури полако” као и музичку шпицу за фестивал комедије у Јагодини и фестивал ”Шекспир за велику децу” у Београду.
- Добитник је две Валтеровићеве награде коју додељује Мало позориште Душко Радовић.

У периоду од септембра 2014 до септембра 2019 године Алек је био и директор Малог позоришта Душко Радовић у Београду.
Био је члан жирија на фестивалу дечијих позоришта у Подгорици 2018 године као и председник жирија на фестивалу дечијих позоришта у Републици Српској - Бања Лука 2019 године.
Као редитељ Алек је режирао дечије представе ''Прича из кофера'' и ''Црвенкапа''. Режирао је и хит комедију по тексту Вање Булића ''Не може нам нико ништа јачи смо од судбине'' која се и данас са успехом игра у Београду на сцени Вук.

## Филмографија
| Год.       | Назив                    | Улога                         |
| ---------- | ------------------------ | ----------------------------- |
| 1990.-те   |                          |                               |
| 1991.      | У име закона             | Кокорајков син                |
| 1995.      | Крај династије Обреновић |                               |
| 1995.      | Театар у Срба            |                               |
| 1994-1996. | Срећни људи              | Попарин син/стражар у затвору |
| 1996.      | Горе-доле (ТВ серија)    | Жика                          |
| 1997.      | Наша Енглескиња          |                               |
| 1999.      | Рањена земља             |                               |
| 2000.-те   |                          |                               |
| 2000.      | Тајна породичног блага   |                               |
| 2001.      | Све је за људе           | Добри                         |
| 1999-2002. | Породично благо          | Навијач Маркиз                |
| 2004.      | Стижу долари             |                               |
| 2004.      | Пљачка Трећег рајха      |                               |
| 2005.      | Смешне и друге приче     |                               |
| 2005.      | E ridendo l'uccise       |                               |
| 2006.      | Идеалне везе             | Јапанац                       |
| 2008.      | Браћа Блум               | Цар                           |
| 2006-2009. | Сељаци (ТВ серија)       | Добри                         |
| 2010.-те   |                          |                               |
| 2019.      | Жигосани у рекету        | Рајко                         |
| 2020.-те   |                          |                               |
| 2020.      | 48 часа и 1 минут        | Слободан                      |